# Justin Winsor

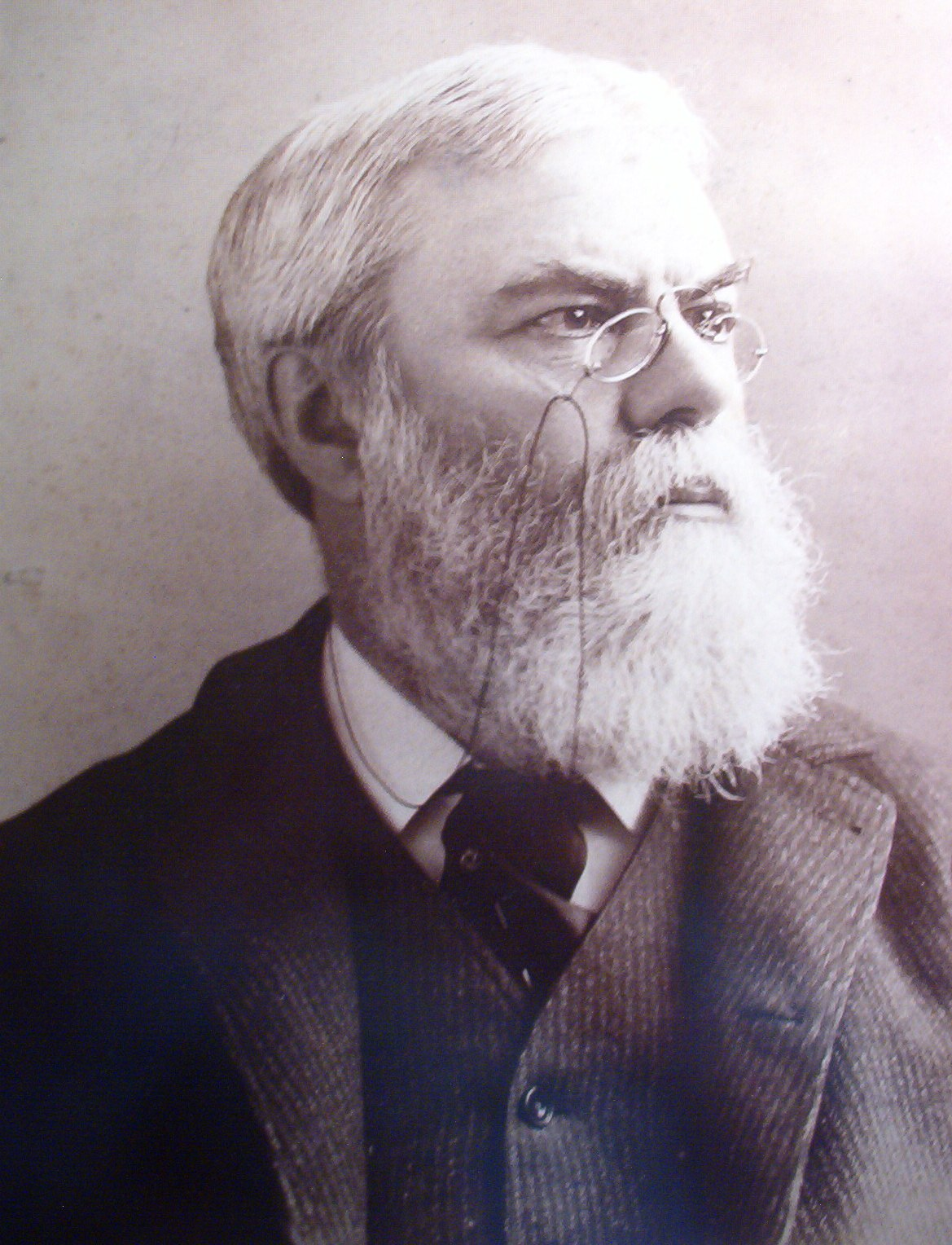
Justin Winsor

Justin Winsor (* 2. Januar 1831 in Boston, Massachusetts; † 22. Oktober 1897 in Cambridge, Massachusetts) war ein US-amerikanischer Sprachwissenschaftler, Ethnologe, Historiker sowie langjähriger Bibliothekar der Harvard University Library, der sowohl Präsident der American Library Association als auch der American Historical Association war.

## Leben

### Studium und Superintendent der Boston Public Library
Nach dem Besuch der Boston Latin School begann er ein Studium an der Harvard University, die er jedoch vor dem Abschluss verließ. Bereits im Alter von 19 Jahren veröffentlichte er 1850 mit History of Duxbury eine Geschichte der in Massachusetts liegenden Heimatstadt seiner Vorfahren. Nachdem er die Harvard University verlassen hatte, begann er ein Studium an der Universität von Paris sowie der Ruprecht-Karls-Universität Heidelberg. Während dieser Zeit begann er mit dem Verfassen einer zehnbändigen Biografie über den englischen Schauspieler David Garrick und dessen Zeitgenossen unter dem Titel Garrick and his Contemporaries.
1866 wurde er zunächst Trustee der Boston Public Library, der größten städtischen öffentlichen Bibliothek der USA, sowie 1868 Superintendent dieser Bücherei. In dieser Funktion förderte er die Benutzung der großen Sammlung der Bibliothek und war auch Herausgeber eines umfangreichen Katalogs über Bücher zu Geschichte, Biografien und Reisen sowie von ersten Aufstellungen von historisch-fiktiven Büchern. 1876 begann er mit der Veröffentlichung einer Reihe von grundlegenden Arbeiten wie Bibliography of the Original Quartos and Folios of Shakespeare with Particular Reference to Copies in America, wobei dieses Werk bis auf rund hundert Ausgaben durch ein Feuer zerstört wurde. Neben dieser Tätigkeit war er von 1876 bis 1885 Präsident der American Library Association.

### Bibliothekar der Harvard University Library
1877 erfolgte seine Ernennung zum Bibliothekar der Harvard University Library und bekleidete dieses Amt bis zu seinem Tod 1897. 1878 wurde er in die American Academy of Arts and Sciences gewählt.
1879 verfasste er mit The Reader's Handbook of the American Revolution (1879) eine kurze Ausgabe einer Bibliografie zur Amerikanischen Revolution. 1880 begann er in Zusammenarbeit mit siebzig Autoren mit der Herausgabe der vierbändigen Memorial History of Boston, deren vierter Band 1882 erschien. Im Anschluss folgte die Veröffentlichung von The Narrative and Critical History of America und gab 1889 den achten Band dieses Werkes heraus. Darin verband er ein umfassendes und systematisches Studium historischer Probleme mit Hilfe zeitgleicher Kartografie. Als frühes Ergebnis daraus folgte auch die Veröffentlichung von Bibliography of Ptolemy's Geography (1884) und Catalogue of the Kohl Collection of Maps relating to America (1886) in den Bulletins der Harvard Library.

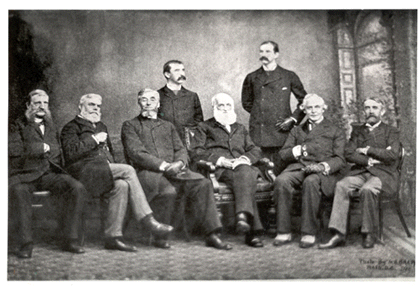
Vorstände der American Historical Association während des Jahrestreffens am 30. Dezember 1889 in Washington, D.C. Sitzend (von links nach rechts) William Poole, Justin Winsor, Charles Kendall Adams (Präsident), George Bancroft, John Jay und Andrew Dickson White, stehend Herbert B. Adams und C. W. Bowen.

Zwischen 1886 und 1887 war Winsor außerdem für ein Jahr Präsident der American Historical Association. Seine Jahresrede als Präsident hielt er zum Thema Manuscript Sources of American History: The Conspicuous Collections Extant.
Die daraus gewonnenen Erkenntnisse veröffentlichte er schließlich in den Büchern Christopher Columbus (1891), Cartier to Frontenac (1894), The Mississippi Basin (1895) und The Westward Movement (1897), wobei er in diesen vier Bänden Fachwissen mit den zur Zeit der Veröffentlichung bestehende abweichende, zeitgenössische Ansichten verband.
Winsor, der mehrere Jahre Mitglied der Massachusetts Archives Commission war, war auch von der Grenzkommission von Venezuela mit der Ausfertigung des Report on the Maps of the Orinoco-Essequibo Region beauftragt worden.
Nach ihm ist sowohl der zwischen 1896 und 1938 vergebene Justin Winsor Prize der American Historical Association als auch der seit 1979 vergebene Justin Winsor Prize for Library History Essay der American Library Association benannt.

## Veröffentlichungen
- Bibliography of the Original Quartos and Folios of Shakespeare with Particular Reference to Copies in America, 1876
- The Reader's Handbook of the American Revolution, 1879
- Memorial History of Boston, 1880–1882 (4 Bände)
- The Narrative and Critical History of America, 1883–1889 (8 Bände)
- Bibliography of Ptolemy's Geography, 1884
- Catalogue of the Kohl Collection of Maps relating to America, 1886
- Christopher Columbus, 1891
- Cartier to Frontenac, 1894
- The Mississippi Basin, 1895
- The Westward Movement, 1897